# 18510 Chasles
18510 Chasles (1996 SN) là một tiểu hành tinh vành đai chính được phát hiện ngày 16 tháng 9 năm 1996 bởi P. G. Comba ở Prescott.